# The Obsessed
The Obsessed (с англ. — «Одержимый») — американская дум-метал-группа из Потомака, штат Мэриленд, лидером которой является Скотт «Вино» Вайнрих. Образованная в 1979 году, группа записала несколько демо-записей и дала несколько концертов, пока не распалась в 1986 году, когда Вайнрих присоединился к Saint Vitus в качестве ведущего вокалиста. Примерно за два года до своего ухода из Saint Vitus Вайнрих восстановил The Obsessed в 1989 году и выпустил три студийных альбома — The Obsessed (1990), Lunar Womb (1991) и The Church Within (1994) — прежде чем группа распалась во второй раз в 1995 году. После воссоединения для редких концертов в период с 2011 по 2013 год группа объявила о постоянном воссоединении в марте 2016 года и с тех пор выпустила еще два студийных альбома: Sacred (2017) и Gilded Sorrow (2024).

## История
Покинув группу Saint Vitus, чьё беззастенчивое поклонение Black Sabbath заложило основу для метал-сцен 90-х, включая сладж, стоунер и дум-метал, вокалист и гитарист Скотт «Вино» Вайнрих возродил группу The Obsessed, которую он основал в Вашингтоне в начале 80-х, ещё до того, как присоединиться к Saint Vitus. Изначально в состав The Obsessed входили ритм-секция из басиста Марка Лауэ и барабанщика Эда Гулли. Группа записала концертный мини-альбом ещё в 1984 году, но дебютировала только в 1990 году с альбомом The Obsessed, выпущенным на небольшом лейбле Hellhound Records.
Последовали кадровые перестановки (барабанщик Melvins Дейл Кровер в какой-то момент покинул группу), и в 1991 году к ним присоединились басист Скотт Ридер и барабанщик Грег Роджерс для записи следующего альбома, Lunar Womb. Впоследствии Ридер покинул группу, чтобы присоединиться к Kyuss, и был заменен Гаем Пинхасом как раз в то время, когда The Obsessed заключали контракт с мейджор-лейблом Columbia Records. Хотя многие называли этот альбом самым содержательным в группе, альбом 1994 года The Church Within оказался и последним. После распада группы Пинхас и Роджерс основали Goatsnake, а Вайнрих основал новый проект, сначала Shine, а затем быстро переименовал его в Spirit Caravan. В 1999 году Southern Lord Records выпустили сборник ауттейков и раритетов под названием Incarnate, а в следующем году переиздали The Obsessed вместе с мини-альбомом оригинального состава 1984 года.
После ряда проектов в новом тысячелетии, включая воссоединение с Saint Vitus и участие в звёздном метал-проекте Дэйва Грола Probot, Скотт «Вино» Вайнрих объявил в 2012 году о воссоединении состава The Obsessed времён Church Within, для участия в нескольких фестивалях. В 2016 году Вайнрих объявил о возрождении The Obsessed, но уже в новом составе: Вино — вокалист и гитарист, Дэйв Шерман — басист, а Брайан Костантино — барабанщик. Новый состав The Obsessed подписал контракт с независимым метал-лейблом Relapse Records, который выпустил альбом Sacred — их первый полноформатный студийный альбом за 23 года — в апреле 2017 года. Басист The Obsessed Дэйв Шерман скончался 7 сентября 2022 года в возрасте 55 лет.

## Дискография
Демо-записи
- Demo 1980
- Demo 1982
- Promo Demo 1985

Альбомы
- The Obsessed (Hellhound Records, 1990)
- Lunar Womb (Hellhound Records, 1991)
- The Church Within (Hellhound Records/Columbia Records, 1994)
- Sacred (Relapse Records, 2017)
- Gilded Sorrow (Ripple Music, 2024)

Мини-альбомы и синглы
- Sodden Jackal 7" (Invictus Records, 1983)
- "Streetside" 7"/CD (Columbia Records, 1994)
- "To Protect and to Serve" 7"/CD (Columbia Records, 1994)
- Altamont Nation 7" (Bong Load Records, 1995)
- Instrumental 7" (Doom Records, 1996)
- Sodden Jackal 7" (with different mixes) (Doom Records, 1996)
- Split 7" with Mystick Krewe of Clearlight (both sides Lynyrd Skynyrd covers) (Southern Lord Records, 2001)
- Sodden Jackal 7" (TKO Records, 2012)

Сборники и концертные альбомы
- History of The Obsessed (Doom Records, 1997)
- Live at the Wax Museum (Doom Records, 1997)
- Incarnate (Southern Lord Records, 1999)
- The Obsessed reissue w/live '84 CD (Tolotta Records, 2000)
- History of The Obsessed Volume II (Doom Records, 2002)